# Autoroute A-231 (Espagne)
L'autoroute espagnole A-231 appelée Autovia Camino de Santiago (Autoroute Chemin de St-Jacques de Compostelle en Français) est une autoroute autonome de Castilla y León suivant le chemin du  Pèlerinage de Saint-Jacques-de-Compostelle. Elle permet de relier Léon à Burgos.

## Tracé
- L'autoroute commence au niveau de l'échangeur 152 de l'A-66 pour se diriger plein est en direction de Burgos.
- Ella va croiser dans un premier temps l'A-60 en projet qui permettra de relier Valladolid à Leon quelque km seulement après la bifurcation avec l'A-66
- Elle croise ensuite 85 km plus loin, à hauteur de Osomo, l'A-67 encore en construction qui relie Palencia à Santander en Cantabrie.
- L'autoroute se termine sur la rocade ouest de Burgos  BU-30  pour se connecter ainsi l'A-62 et à la rocade sud.

Voir le tracé de l'A-231 sur GoogleMaps

## Historique des mises en service
| Date de mise en service | Section                         | Longueur |
| ----------------------- | ------------------------------- | -------- |
| 1998                    | Santas Martas - Sahagún         | 30 km    |
| 1999                    | A-66 - Santas Martas            | 22 km    |
| 2001                    | Sahagún - Carrión de los Condes | 34 km    |
| 2002                    | Carrión de los Condes - Osorno  | 23 km    |
| 2003                    | Osorno - Tardajos               | 49 km    |
| 2006                    | Tardajos - A-62                 | 5 km     |

## Radars fixes
| De León à Burgos | De León à Burgos | De Burgos à León | De Burgos à León |
| PK               | Vitesse          | PK               | Vitesse          |
| 83,5             |                  |                  |                  |

## Sortie
- Échangeur autoroutier entre A-66 et A-231 : León - Benavente (A-66)
- 1 : Léon ( LE-11 ) - Benavente ( N-630 )
- 4 : Réserves de gaz
- Pont sur le Rio Esla
- 10 : Palanquinos, Mansilla de las Mulas, Valencia de Don Juan ( LE-512 ),  Aire de service de Villanueva de las Manzanas (dans les deux sens)
- 21 : Santas Martas, Valladolid, Mansilla de las Mulas, León ( N-601 )
- 22  Échangeur autoroutier entre A-231 et A-60 : León - Valladolid
- 34 : El Burgo Ranero - Las Grañeras,  Aire de service de Castillo El Burgo (dans les deux sens)
- 40 : Bercianos del Real Camino
- 46 : Calzada del Coto - Gordaliza del Pino, Sahagún-ouest ( N-120 ) - Palencia ( CL-613 )
- Aire de service de Sahagún (dans les deux sens) (km 49)
- 50 : Cea, Sahagún-nord ( LE-232 )
- 55 : San Nicolás del Real Camino, Sahagún-est ( N-120 )
- Passage de la Province de León à celle de Palencia
- 64 : Ledigos ( N-120 ) - Saldaña ( P-235 )
- 85 : Carrión de los Condes, Saldaña, Palencia ( CL-615 )
- Pont sur le Rio Carrion
- 99 : Villaherreros, Villasarracino ( N-120 ),  Aire de service de Los Chopos (dans les deux sens)
- 106  Échangeur autoroutier entre A-231 et A-67 : Santander - Palencia
- 108 : Osorno la Mayor - Santander, Palencia ( N-611 )
- Passage de la province de Palencia à celle de Burgos
- Pont sur le Rio Pisuerga
- 120 : Melgar de Fernamental, Padilla de Abajo ( N-120 )
- 132 : Sasamón - Villasandino ( N-120 )
- 135 : Olmillos de Sasamón - Sasamón,  Aire de service d'Olmillos de Sasamón (dans les deux sens)
- 145 : Villanueva de Argaño, Villadiego, Estepar ( BU-406 )
- Tunnel de Tardajos
- 157 : Burgos-ouest ( N-120 ) - Burgos-nord ( BU-30 )
- Échangeur autoroutier entre BU-30 et A-231 en direction de l'A-62 (Valladolid, Portugal) et de l'A-1 (Madrid, Vitoria-Gasteiz) + fin de l'A-231